# Sint-Lievens-Houtem
Sint-Lievens-Houtem (franceză Hautem-Saint-Liévin) este o comună neerlandofonă situată în provincia Flandra de Est, regiunea Flandra din Belgia. Comuna Sint-Lievens-Houtem este formată din localitățile Sint-Lievens-Houtem, Bavegem, Letterhoutem, Vlierzele și Zonnegem. Suprafața sa totală este de 26,67 km². La 1 ianuarie 2011 avea o populație totală de 9.868 locuitori. 